# 康熙岭镇
康熙岭镇，是中华人民共和国广西壮族自治区钦州市钦南区下辖的一个乡镇级行政单位。

## 行政区划
康熙岭镇下辖以下地区：
傍钦村、高沙村、西围村、新平村、诗家村、白鸡村、板坪村、横山村、长坡村、团和村、新营村和新南村。